# سن بلوغ (فیلم ۱۹۳۸)
«سن بلوغ» (انگلیسی: Coming of Age) یک فیلم است که در سال ۱۹۳۸ منتشر شد.